# Етнонім
Етно́нім (від грец. έθνος (ethnos) — плем'я, народ й грец. όνυμα (onyma) — ім'я, назва) — термін для позначення будь-якого етносу або етнічної спільності: роду, племені, племінного союзу, народу, народності, нації. Серед етнонімів чітко розрізняють самоназви (автоетноніми) та назви, дані іншими народами (ксеноетноніми). Серед автоетнонімів значно поширена семантика «людина», від якої походить нім. «Deutsch», а також етноніми «марійці», «мордва», «комі», «ненці», «удмурти» та інші. У другій групі переважають вказівки на прикмети. До ксеноетнонімів належать слов'янські назви: «німці» (з сенсом «німі» — розмовляли незрозумілою мовою; спочатку «німцями» слов'яни називали усіх іноземців), «половці» (за кольором: «половий» — блідо-жовтий); а також грецькі назви, подані Геродотом: «андрофаги», «антропофаги» — «людожерці», «алазони» — «хвальки».
Бувають макроетноніми — великі етнічні спільності та мікроетноніми — маленькі етнічні об'єднання.